# Billie Jean King Cup 2022 – zóna Evropy a Afriky
Zóna Evropy a Afriky Billie Jean King Cupu 2022 byla jednou ze tří zón soutěže, které se zúčastnily státy ležící v Evropě a Africe. Do jubilejního 30. ročníku kontinentální zóny, hraného v Billie Jean King Cupu 2022, nastoupilo 43 družstev, z toho jedenáct z nich v 1. skupině, sedm ve 2. skupině a zbylých dvacet pět ve 3. skupině. Součástí herního plánu byly také tři baráže.

## 1. skupina
- Místo konání: Megasaray Tennis Academy, Antalya, Turecko (antuka, venku)[1]
- Datum: 11.–16. dubna 2022
- Formát: Jedenáct týmů hrálo ve dvou základních blocích. Družstva na prvních místech bloků automaticky postoupila do listopadové světové baráže 2022 a sehrála zápas o konečné pořadí. Výběry z druhých míst se střetly v baráži o třetí postupové místo. Týmy, které obsadily poslední dvě příčky bloků, odehrály barážové zápasy o udržení. Poražení sestoupili do 2. skupiny euroafrické zóny pro rok 2023.[1]

### Nasazení
| Koš                                                          | tým        | ITF | nas. |
| ------------------------------------------------------------ | ---------- | --- | ---- |
| 1.                                                           | Srbsko     | 20. | 1.   |
| 1.                                                           | Švédsko    | 26. | 2.   |
| 2.                                                           | Maďarsko   | 33. | 3.   |
| 2.                                                           | Chorvatsko | 34. | 4.   |
| 3.                                                           | Turecko    | 36. | 5.   |
| 3.                                                           | Rakousko   | 38. | 6.   |
| 4.                                                           | Estonsko   | 39. | 7.   |
| 4.                                                           | Bulharsko  | 42. | 8.   |
| 5.                                                           | Slovinsko  | 43. | 9.   |
| 5.                                                           | Dánsko     | 54. | 10.  |
| 5.                                                           | Gruzie     | 65. | 11.  |
| ITF – žebříček ITF nasazení dle žebříčku z 8. listopadu 2021 |            |     |      |

### Bloky
|    |          | HUN | SRB | TUR | DEN | EST | Zápasy | Sety         | Hry            | Pořadí |
| 3  | Maďarsko |     | 2–1 | 2–1 | 3–0 | 3–0 | 10–2   | 20–6 (77 %)  | 146–79 (65 %)  | 1.     |
| 1  | Srbsko   | 1–2 |     | 2–1 | 2–1 | 2–1 | 7–5    | 16–12 (57 %) | 131–117 (53 %) | 2.     |
| 5  | Turecko  | 1–2 | 1–2 |     | 2–1 | 2–1 | 6–6    | 15–15 (50 %) | 138–140 (50 %) | 3.     |
| 10 | Dánsko   | 0–3 | 1–2 | 1–2 |     | 2–1 | 4–8    | 9–19 (32 %)  | 94–140 (40 %)  | 4.     |
| 7  | Estonsko | 0–3 | 1–2 | 1–2 | 1–2 |     | 3–9    | 10–18 (36 %) | 103–136 (43 %) | 5.     |

|    |            | SLO | CRO | AUT | BUL | SWE | GEO | Zápasy | Sety         | Hry            | Pořadí |
| 9  | Slovinsko  |     | 2–1 | 2–1 | 2–1 | 1–2 | 2–1 | 9–6    | 20–13 (61 %) | 159–133 (54 %) | 1.     |
| 4  | Chorvatsko | 1–2 |     | 2–1 | 3–0 | 3–0 | 3–0 | 12–3   | 25–7 (78 %)  | 170–116 (59 %) | 2.     |
| 6  | Rakousko   | 1–2 | 1–2 |     | 2–1 | 2–1 | 3–0 | 9–6    | 20–15 (57 %) | 177–141 (56 %) | 3.     |
| 8  | Bulharsko  | 1–2 | 0–3 | 1–2 |     | 3–0 | 2–1 | 7–8    | 14–20 (41 %) | 142–143 (50 %) | 4.     |
| 2  | Švédsko    | 2–1 | 0–3 | 1–2 | 0–3 |     | 3–0 | 6–9    | 15–18 (45 %) | 127–153 (45 %) | 5.     |
| 11 | Gruzie     | 1–2 | 0–3 | 0–3 | 1–2 | 0–3 |     | 2–13   | 6–27 (18 %)  | 100–189 (35 %) | 6.     |

### Baráž
| Pořadí            | tým bloku A | výsledek | tým bloku B |
| ----------------- | ----------- | -------- | ----------- |
| Postup o 1. místo | Maďarsko    | 2–1      | Slovinsko   |
| Postup            | Srbsko      | 0–2      | Chorvatsko  |
| 5.–6. místo       | Turecko     | 0–2      | Rakousko    |
| 7. místo          | —           | —        | Bulharsko   |
| Sestup            | Dánsko      | 2–1      | Gruzie      |
| Sestup            | Estonsko    | 1–2      | Švédsko     |

#### Zápas o 1. místo: Maďarsko vs. Slovinsko
| | Maďarsko | 2 :                                                                        | 1   | Slovinsko |    |          |
| --- | -------- | -------------------------------------------------------------------------- | --- | --------- | -- | -------- |
| Megasaray Tennis Academy, Antalya, Turecko 16. dubna 2022 antuka |          |                                                                            |     |           |    |          |
| \| \| \| \| 1. \| 2. \| 3. \| \| \| -- \| \| -------------------------------------------------------------------------- \| --- \| --- \| -- \| -------- \| \| 1. \| \| Réka Luca Janiová Lara Smejkalová \| 6 2 \| 6 2 \| \| \| \| 2. \| \| Anna Bondárová Živa Falknerová \| 6 4 \| 6 2 \| \| \| \| 3. \| \| Réka Luca Janiová / Amarissa Kiara Tóthová Kaja Juvanová / Lara Smejkalová \| \| \| \| bez boje \| \| \| \| \| \| \| \| \| \| \| \| \| \| \| \| \| \| \| \| \| \| \| \| \| \| \| \| \| \| \| \| \| \| \| \| \| \| \| \| \| |          |                                                                            |     |           |    |          |
| |          |                                                                            | 1.  | 2.        | 3. |          |
| 1. |          | Réka Luca Janiová Lara Smejkalová                                          | 6 2 | 6 2       |    |          |
| 2. |          | Anna Bondárová Živa Falknerová                                             | 6 4 | 6 2       |    |          |
| 3. |          | Réka Luca Janiová / Amarissa Kiara Tóthová Kaja Juvanová / Lara Smejkalová |     |           |    | bez boje |
| |          |                                                                            |     |           |    |          |
| |          |                                                                            |     |           |    |          |
| |          |                                                                            |     |           |    |          |
| |          |                                                                            |     |           |    |          |
| |          |                                                                            |     |           |    |          |

#### Zápas o postup: Srbsko vs. Chorvatsko
| | Srbsko | 0 :                                                                       | 2   | Chorvatsko |     |            |
| --- | ------ | ------------------------------------------------------------------------- | --- | ---------- | --- | ---------- |
| Megasaray Tennis Academy, Antalya, Turecko 16. dubna 2022 antuka |        |                                                                           |     |            |     |            |
| \| \| \| \| 1. \| 2. \| 3. \| \| \| -- \| \| ------------------------------------------------------------------------- \| --- \| --- \| --- \| ---------- \| \| 1. \| \| Lola Radivojevićová Petra Marčinková \| 1 6 \| 6 2 \| 0 6 \| \| \| 2. \| \| Aleksandra Krunićová Petra Martićová \| 6 4 \| 5 7 \| 4 6 \| \| \| 3. \| \| Aleksandra Krunićová / Dejana Radanovićová Ana Konjuhová / Donna Vekićová \| \| \| \| nehrálo se \| \| \| \| \| \| \| \| \| \| \| \| \| \| \| \| \| \| \| \| \| \| \| \| \| \| \| \| \| \| \| \| \| \| \| \| \| \| \| \| \| |        |                                                                           |     |            |     |            |
| |        |                                                                           | 1.  | 2.         | 3.  |            |
| 1. |        | Lola Radivojevićová Petra Marčinková                                      | 1 6 | 6 2        | 0 6 |            |
| 2. |        | Aleksandra Krunićová Petra Martićová                                      | 6 4 | 5 7        | 4 6 |            |
| 3. |        | Aleksandra Krunićová / Dejana Radanovićová Ana Konjuhová / Donna Vekićová |     |            |     | nehrálo se |
| |        |                                                                           |     |            |     |            |
| |        |                                                                           |     |            |     |            |
| |        |                                                                           |     |            |     |            |
| |        |                                                                           |     |            |     |            |
| |        |                                                                           |     |            |     |            |

#### Zápas o 5. místo: Rakousko vs. Turecko
| | Rakousko | 2 :                                                                      | 0   | Turecko |     |            |
| --- | -------- | ------------------------------------------------------------------------ | --- | ------- | --- | ---------- |
| Megasaray Tennis Academy, Antalya, Turecko 16. dubna 2022 antuka |          |                                                                          |     |         |     |            |
| \| \| \| \| 1. \| 2. \| 3. \| \| \| -- \| \| ------------------------------------------------------------------------ \| --- \| --- \| --- \| ---------- \| \| 1. \| \| Melanie Klaffnerová Zeynep Sönmezová \| 6 3 \| 5 7 \| 6 2 \| \| \| 2. \| \| Barbara Haasová Berfu Cengizová \| 6 4 \| 6 2 \| \| \| \| 3. \| \| Barbara Haasová / Melanie Klaffnerová Berfu Cengizová / Zeynep Sönmezová \| \| \| \| nehrálo se \| \| \| \| \| \| \| \| \| \| \| \| \| \| \| \| \| \| \| \| \| \| \| \| \| \| \| \| \| \| \| \| \| \| \| \| \| \| \| \| \| |          |                                                                          |     |         |     |            |
| |          |                                                                          | 1.  | 2.      | 3.  |            |
| 1. |          | Melanie Klaffnerová Zeynep Sönmezová                                     | 6 3 | 5 7     | 6 2 |            |
| 2. |          | Barbara Haasová Berfu Cengizová                                          | 6 4 | 6 2     |     |            |
| 3. |          | Barbara Haasová / Melanie Klaffnerová Berfu Cengizová / Zeynep Sönmezová |     |         |     | nehrálo se |
| |          |                                                                          |     |         |     |            |
| |          |                                                                          |     |         |     |            |
| |          |                                                                          |     |         |     |            |
| |          |                                                                          |     |         |     |            |
| |          |                                                                          |     |         |     |            |

#### Zápas o sestup: Dánsko vs. Gruzie
| | Dánsko | 2 :                                                                               | 1    | Gruzie |     |       |
| --- | ------ | --------------------------------------------------------------------------------- | ---- | ------ | --- | ----- |
| Megasaray Tennis Academy, Antalya, Turecko 16. dubna 2022 antuka |        |                                                                                   |      |        |     |       |
| \| \| \| \| 1. \| 2. \| 3. \| \| \| -- \| \| --------------------------------------------------------------------------------- \| ---- \| --- \| --- \| ----- \| \| 1. \| \| Johanne Svendsenová Zozija Kardavová \| 6 78 \| 1 6 \| \| \| \| 2. \| \| Sofia Samavatiová Mariam Bolkvadzeová \| 5 0 \| \| \| skreč \| \| 3. \| \| Sofia Samavatiová / Johanne Svendsenová Tamari Gagošidzeová / Oxana Kalašnikovová \| 3 6 \| 6 2 \| 6 1 \| \| \| \| \| \| \| \| \| \| \| \| \| \| \| \| \| \| \| \| \| \| \| \| \| \| \| \| \| \| \| \| \| \| \| \| \| \| \| \| \| \| |        |                                                                                   |      |        |     |       |
| |        |                                                                                   | 1.   | 2.     | 3.  |       |
| 1. |        | Johanne Svendsenová Zozija Kardavová                                              | 6 78 | 1 6    |     |       |
| 2. |        | Sofia Samavatiová Mariam Bolkvadzeová                                             | 5 0  |        |     | skreč |
| 3. |        | Sofia Samavatiová / Johanne Svendsenová Tamari Gagošidzeová / Oxana Kalašnikovová | 3 6  | 6 2    | 6 1 |       |
| |        |                                                                                   |      |        |     |       |
| |        |                                                                                   |      |        |     |       |
| |        |                                                                                   |      |        |     |       |
| |        |                                                                                   |      |        |     |       |
| |        |                                                                                   |      |        |     |       |

#### Zápas o sestup: Estonsko vs. Švédsko
| | Estonsko | 1 :                                                                               | 2   | Švédsko |     |  |
| --- | -------- | --------------------------------------------------------------------------------- | --- | ------- | --- |  |
| Megasaray Tennis Academy, Antalya, Turecko 16. dubna 2022 antuka |          |                                                                                   |     |         |     |  |
| \| \| \| \| 1. \| 2. \| 3. \| \| \| -- \| \| --------------------------------------------------------------------------------- \| --- \| ---- \| --- \| \| \| 1. \| \| Maileen Nuudiová Jacqueline Cabaj Awadová \| 6 2 \| 6 1 \| \| \| \| 2. \| \| Elena Malõginová Caijsa Hennemannová \| 1 6 \| 0 6 \| \| \| \| 3. \| \| Maileen Nuudiová / Katriin Saarová Jacqueline Cabaj Awadová / Caijsa Hennemannová \| 2 6 \| 7 62 \| 4 6 \| \| \| \| \| \| \| \| \| \| \| \| \| \| \| \| \| \| \| \| \| \| \| \| \| \| \| \| \| \| \| \| \| \| \| \| \| \| \| \| \| \| |          |                                                                                   |     |         |     |  |
| |          |                                                                                   | 1.  | 2.      | 3.  |  |
| 1. |          | Maileen Nuudiová Jacqueline Cabaj Awadová                                         | 6 2 | 6 1     |     |  |
| 2. |          | Elena Malõginová Caijsa Hennemannová                                              | 1 6 | 0 6     |     |  |
| 3. |          | Maileen Nuudiová / Katriin Saarová Jacqueline Cabaj Awadová / Caijsa Hennemannová | 2 6 | 7 62    | 4 6 |  |
| |          |                                                                                   |     |         |     |  |
| |          |                                                                                   |     |         |     |  |
| |          |                                                                                   |     |         |     |  |
| |          |                                                                                   |     |         |     |  |
| |          |                                                                                   |     |         |     |  |

### Konečné pořadí
| Umístění         | Tým        | Tým        | Tým | Tým |
| Postup/1. místo  | Maďarsko   | Maďarsko   |     |     |
| Postup/2. místo  | Slovinsko  | Slovinsko  |     |     |
| Postup/3. místo  | Chorvatsko | Chorvatsko |     |     |
| 4. místo         | Srbsko     | Srbsko     |     |     |
| 5. místo         | Rakousko   | Rakousko   |     |     |
| 6. místo         | Turecko    | Turecko    |     |     |
| 7. místo         | Bulharsko  | Bulharsko  |     |     |
| 8. místo         | Dánsko     | Švédsko    |     |     |
| Sestup/10. místo | Estonsko   | Gruzie     |     |     |

Výsledek
- Chorvatsko, Maďarsko a Slovinsko postoupily do světové baráže 2022
- Estonsko a Gruzie sestoupily do 2. skupiny zóny Evropy a Afriky pro rok 2023.

## 2. skupina
- Místo konání: Vierumäki, Finsko (tvrdý, hala)[2]
- Datum: 12.–15. dubna 2022
- Formát: Sedm týmů bylo rozděleno do čtyřčlenného a tříčlenného základního bloku. Družstva z prvních míst bloků nastoupila k barážovému zápasu  o postup do 1. skupiny euroafrické zóny pro rok 2023 proti druhým celkům z opačného bloku. Týmy, které obsadily třetí příčky, odehrály zápas o udržení. Poražený sestoupil se čtvrtým výběrem z bloku B do 3. skupiny euroafrické zóny pro rok 2023.[2]

### Nasazení
| Koš                                                          | tým         | ITF | nas. |
| ------------------------------------------------------------ | ----------- | --- | ---- |
| 1.                                                           | Řecko       | 37. | 1.   |
| 1.                                                           | Lucembursko | 45. | 2.   |
| 2.                                                           | Finsko      | 51. | 3.   |
| 2.                                                           | Egypt       | 55. | 4.   |
| 3.                                                           | Norsko      | 58. | 5.   |
| 3.                                                           | Izrael      | 60. | 6.   |
| 3.                                                           | Litva       | 62. | 7.   |
| ITF – žebříček ITF nasazení dle žebříčku z 8. listopadu 2021 |             |     |      |

### Bloky
|   |        | NOR | EGY | GRE | Zápasy | Sety       | Hry          | Pořadí |
| 5 | Norsko |     | 2–1 | 1–2 | 3–3    | 9–7 (56 %) | 86–68 (56 %) | 1.     |
| 4 | Egypt  | 1–2 |     | 2–1 | 3–3    | 7–7 (50 %) | 62–69 (47 %) | 2.     |
| 1 | Řecko  | 2–1 | 1–2 |     | 3–3    | 6–8 (43 %) | 61–72 (46 %) | 3.     |

|   |             | LTU | ISR | LUX | FIN | Zápasy | Sety         | Hry           | Pořadí |
| 7 | Litva       |     | 3–0 | 3–0 | 3–0 | 9–0    | 18–3 (86 %)  | 122–42 (74 %) | 1.     |
| 6 | Izrael      | 0–3 |     | 2–1 | 2–1 | 4–5    | 12–10 (55 %) | 104–97 (52 %) | 2.     |
| 2 | Lucembursko | 0–3 | 1–2 |     | 2–1 | 3–6    | 7–13 (35 %)  | 68–105 (61 %) | 3.     |
| 3 | Finsko      | 0–3 | 1–2 | 1–2 |     | 2–7    | 4–15 (21 %)  | 54–104 (34 %) | 4.     |

### Baráž
| Pořadí | tým bloku A | výsledek | tým bloku B |
| ------ | ----------- | -------- | ----------- |
| Postup | Norsko      | 2–1      | Izrael      |
| Postup | Egypt       | 2–1      | Litva       |
| Sestup | Řecko       | 2–1      | Lucembursko |
| Sestup | —           | —        | Finsko      |

#### Zápas o postup: Norsko vs. Izrael
| | Norsko | 2 :                                                                 | 1    | Izrael |     |  |
| --- | ------ | ------------------------------------------------------------------- | ---- | ------ | --- |  |
| Vierumäki, Finsko 15. dubna 2022 tvrdý (hala) |        |                                                                     |      |        |     |  |
| \| \| \| \| 1. \| 2. \| 3. \| \| \| -- \| \| ------------------------------------------------------------------- \| ---- \| --- \| --- \| \| \| 1. \| \| Malene Helgøová Nicole Chirinová \| 61 7 \| 6 4 \| 6 2 \| \| \| 2. \| \| Ulrikke Eikeriová Lina Glušková \| 1 6 \| 4 6 \| \| \| \| 3. \| \| Ulrikke Eikeriová / Malene Helgøová Lina Glušková / Šavit Kimchiová \| 6 2 \| 7 5 \| \| \| \| \| \| \| \| \| \| \| \| \| \| \| \| \| \| \| \| \| \| \| \| \| \| \| \| \| \| \| \| \| \| \| \| \| \| \| \| \| \| \| |        |                                                                     |      |        |     |  |
| |        |                                                                     | 1.   | 2.     | 3.  |  |
| 1. |        | Malene Helgøová Nicole Chirinová                                    | 61 7 | 6 4    | 6 2 |  |
| 2. |        | Ulrikke Eikeriová Lina Glušková                                     | 1 6  | 4 6    |     |  |
| 3. |        | Ulrikke Eikeriová / Malene Helgøová Lina Glušková / Šavit Kimchiová | 6 2  | 7 5    |     |  |
| |        |                                                                     |      |        |     |  |
| |        |                                                                     |      |        |     |  |
| |        |                                                                     |      |        |     |  |
| |        |                                                                     |      |        |     |  |
| |        |                                                                     |      |        |     |  |

#### Zápas o postup: Litva vs. Egypt
| | Litva | 1 :                                                                              | 2    | Egypt |    |  |
| --- | ----- | -------------------------------------------------------------------------------- | ---- | ----- | -- |  |
| Vierumäki, Finsko 15. dubna 2022 tvrdý (hala) |       |                                                                                  |      |       |    |  |
| \| \| \| \| 1. \| 2. \| 3. \| \| \| -- \| \| -------------------------------------------------------------------------------- \| ---- \| --- \| -- \| \| \| 1. \| \| Andrė Lukošiūtė Sandra Samirová \| 6 2 \| 6 1 \| \| \| \| 2. \| \| Justina Mikulskytė Majar Šarífová \| 2 6 \| 2 6 \| \| \| \| 3. \| \| Justina Mikulskytė / Patricija Paukstytė Rana Šarífová Ahmedová / Majar Šarífová \| 67 9 \| 4 6 \| \| \| \| \| \| \| \| \| \| \| \| \| \| \| \| \| \| \| \| \| \| \| \| \| \| \| \| \| \| \| \| \| \| \| \| \| \| \| \| \| \| \| |       |                                                                                  |      |       |    |  |
| |       |                                                                                  | 1.   | 2.    | 3. |  |
| 1. |       | Andrė Lukošiūtė Sandra Samirová                                                  | 6 2  | 6 1   |    |  |
| 2. |       | Justina Mikulskytė Majar Šarífová                                                | 2 6  | 2 6   |    |  |
| 3. |       | Justina Mikulskytė / Patricija Paukstytė Rana Šarífová Ahmedová / Majar Šarífová | 67 9 | 4 6   |    |  |
| |       |                                                                                  |      |       |    |  |
| |       |                                                                                  |      |       |    |  |
| |       |                                                                                  |      |       |    |  |
| |       |                                                                                  |      |       |    |  |
| |       |                                                                                  |      |       |    |  |

#### Zápas o sestup: Řecko vs. Lucembursko
| | Řecko | 2 :                                                                               | 1   | Lucembursko |     |  |
| --- | ----- | --------------------------------------------------------------------------------- | --- | ----------- | --- |  |
| Vierumäki, Finsko 15. dubna 2022 tvrdý (hala) |       |                                                                                   |     |             |     |  |
| \| \| \| \| 1. \| 2. \| 3. \| \| \| -- \| \| --------------------------------------------------------------------------------- \| --- \| ---- \| --- \| \| \| 1. \| \| Martha Matoulová Marie Weckerleová \| 3 6 \| 7 64 \| 6 0 \| \| \| 2. \| \| Despina Papamichailová Mandy Minellaová \| 1 6 \| 0 6 \| \| \| \| 3. \| \| Eleni Christofiová / Despina Papamichailová Mandy Minellaová / Claudine Schaulová \| 6 3 \| 7 5 \| \| \| \| \| \| \| \| \| \| \| \| \| \| \| \| \| \| \| \| \| \| \| \| \| \| \| \| \| \| \| \| \| \| \| \| \| \| \| \| \| \| \| |       |                                                                                   |     |             |     |  |
| |       |                                                                                   | 1.  | 2.          | 3.  |  |
| 1. |       | Martha Matoulová Marie Weckerleová                                                | 3 6 | 7 64        | 6 0 |  |
| 2. |       | Despina Papamichailová Mandy Minellaová                                           | 1 6 | 0 6         |     |  |
| 3. |       | Eleni Christofiová / Despina Papamichailová Mandy Minellaová / Claudine Schaulová | 6 3 | 7 5         |     |  |
| |       |                                                                                   |     |             |     |  |
| |       |                                                                                   |     |             |     |  |
| |       |                                                                                   |     |             |     |  |
| |       |                                                                                   |     |             |     |  |
| |       |                                                                                   |     |             |     |  |

### Konečné pořadí
| Umístění        | Tým         | Tým         |
| Postup/1. místo | Norsko      | Egypt       |
| 3. místo        | Izrael      | Litva       |
| 5. místo        | Řecko       | Řecko       |
| Sestup/6. místo | Lucembursko | Lucembursko |
| Sestup/7. místo | Finsko      | Finsko      |

Výsledek
- Egypt a  Norsko postoupily do 1. skupiny zóny Evropy a Afriky pro rok 2023.
- Finsko a  Lucembursko sestoupily do 3. skupiny zóny Evropy a Afriky pro rok 2023.

## 3. skupina
- Místo konání: Bellevue Tennis Club, Ulcinj, Černá Hora (antuka)[3]
- Místo konání: Tennis Club Jug, Skopje, Severní Makedonie (antuka)[3]
- Datum: 7.–11. června 2022 (Ulcinj) / 5.–10. července 2022 (Skopje)
- Formát: Dvacet pět týmů bylo rozděleno do dvou podskupin. První z nich v Ulcinju tvořily jeden tříčlenný a dva čtyřčlenné základní bloky. Druhá ve Skopje sestávala ze dvou čtyřčlenných a dvou tříčlenných základních bloků. V blocích se hrálo systémem každý s každým. Jejich vítězové se střetli o dvě postupová místa v baráži, která měla od semifinále charakter vyřazovacího systému. Vítěz bloku A v Ulcinju obdržel volný los do finále. Družstva, která se umístila na stejných místech bloků, nastoupila k utkáním o konečné pořadí také ve formě vyřazovacího systému. Z ročníku se odhlásily Kamerun, Mosambik, Tanzanie, Rwanda a Zimbabwe (Ulcinj) a Kongo a Súdán (Skopje).

### Nasazení
| Ulcinj                                                    | Ulcinj              | Ulcinj | Ulcinj |
| Koš                                                       | tým                 | ITF    | nas.   |
| --------------------------------------------------------- | ------------------- | ------ | ------ |
| 1                                                         | Černá Hora          | 66.    | 1.     |
| 1                                                         | Kypr                | 69.    | 2.     |
| 1                                                         | Arménie             | 77.    | 3.     |
| 2                                                         | Bosna a Hercegovina | 78.    | 4.     |
| 2                                                         | Alžírsko            | 83.    | 5.     |
| 2                                                         | Maroko              | 92.    | 6.     |
| 3                                                         | Ázerbájdžán         | 95.    | 7.     |
| 3                                                         | Nigérie             | 97.    | 8.     |
| 3                                                         | Moldavsko           | 101.   | 9.     |
| 3                                                         | Ghana               | —      | –      |
| 3                                                         | Mauricius           | —      | –      |
| ITF – žebříček ITF nasazení dle žebříčku z 19. dubna 2022 |                     |        |        |

| Skopje                                                    | Skopje            | Skopje | Skopje |
| Koš                                                       | tým               | ITF    | nas.   |
| --------------------------------------------------------- | ----------------- | ------ | ------ |
| 1                                                         | Irsko             | 67.    | 1.     |
| 1                                                         | Malta             | 68.    | 2.     |
| 1                                                         | Jižní Afrika      | 71.    | 3.     |
| 1                                                         | Kosovo            | 76.    | 4.     |
| 2                                                         | Portugalsko       | 79.    | 5.     |
| 2                                                         | Severní Makedonie | 86.    | 6.     |
| 2                                                         | Island            | 94.    | 7.     |
| 2                                                         | Namibie           | 103.   | 8.     |
| 3                                                         | Albánie           | 105.   | 9.     |
| 3                                                         | Keňa              | 106.   | 10.    |
| 3                                                         | Uganda            | 111.   | 11.    |
| 3                                                         | Botswana          | —      | –      |
| 3                                                         | Burundi           | —      | –      |
| 3                                                         | Seychely          | —      | –      |
| ITF – žebříček ITF nasazení dle žebříčku z 19. dubna 2022 |                   |        |        |

### Bloky
|    | Blok A (Ulcinj)           | BIH | MNE | NGR |
| 1. | Bosna a Hercegovina (2–0) |     | 2–0 | 3–0 |
| 2. | Černá Hora (1–1)          | 0–2 |     | 3–0 |
| 3. | Nigérie (0–2)             | 0–3 | 0–3 |     |

|    | Blok B (Ulcinj)   | ALG | CYP | GHA | AZE |
| 1. | Alžírsko (3–0)    |     | 2–1 | 3–0 | 3–0 |
| 2. | Kypr (2–1)        | 1–2 |     | 3–0 | 3–0 |
| 3. | Ghana (1–2)       | 0–3 | 0–3 |     | 2–0 |
| 4. | Ázerbájdžán (0–3) | 0–3 | 0–3 | 0–2 |     |

|    | Blok C (Ulcinj) | MAR | MDA | ARM | MRI |
| 1. | Maroko (3–0)    |     | 3–0 | 2–0 | 3–0 |
| 2. | Moldavsko (2–1) | 0–3 |     | 2–1 | 2–0 |
| 3. | Arménie (1–2)   | 0–2 | 1–2 |     | 2–1 |
| 4. | Mauricius (0–3) | 0–3 | 0–2 | 1–2 |     |

|    | Blok A (Skopje) | IRL | ISL | SEY |
| 1. | Irsko (2–0)     |     | 3–0 | 3–0 |
| 2. | Island (1–1)    | 0–3 |     | 3–0 |
| 3. | Seychely (0–2)  | 0–3 | 0–3 |     |

|    | Blok B (Skopje)   | POR | MLT | BDI |
| 1. | Portugalsko (2–0) |     | 2–1 | 3–0 |
| 2. | Malta (1–1)       | 1–2 |     | 2–1 |
| 3. | Burundi (0–2)     | 0–3 | 1–2 |     |

|    | Blok C (Skopje)         | MKD | RSA | BOT | UGA |
| 1. | Severní Makedonie (3–0) |     | 2–1 | 3–0 | 3–0 |
| 2. | Jižní Afrika (2–1)      | 1–2 |     | 3–0 | 3–0 |
| 3. | Botswana (1–2)          | 0–3 | 0–3 |     | 3–0 |
| 4. | Uganda (0–3)            | 0–3 | 0–3 | 0–3 |     |

|    | Blok D (Skopje) | KOS | ALB | KEN | NAM |
| 1. | Kosovo (3–0)    |     | 2–1 | 3–0 | 3–0 |
| 2. | Albánie (2–1)   | 1–2 |     | 2–1 | 3–0 |
| 3. | Keňa (1–2)      | 0–3 | 1–2 |     | 3–0 |
| 4. | Namibie (0–3)   | 0–3 | 0–3 | 0–3 |     |

### Baráže

#### Zápasy o postup
|  | Semifinále 10. června 2022 (Ulcinj) 8. července 2022 (Skopje) | Semifinále 10. června 2022 (Ulcinj) 8. července 2022 (Skopje) | Semifinále 10. června 2022 (Ulcinj) 8. července 2022 (Skopje) |   |                   | Zápasy o postup 11. června 2022 (Ulcinj) 10. července 2022 (Skopje) | Zápasy o postup 11. června 2022 (Ulcinj) 10. července 2022 (Skopje) | Zápasy o postup 11. června 2022 (Ulcinj) 10. července 2022 (Skopje) |  |
|  |                                                               |                                                               |                                                               |   |                   |                                                                     |                                                                     |                                                                     |  |
|  |                                                               |                                                               |                                                               |   |                   |                                                                     |                                                                     |                                                                     |  |
|  | A                                                             | Bosna a Hercegovina                                           |                                                               |   |                   |                                                                     |                                                                     |                                                                     |  |
|  | A                                                             | Bosna a Hercegovina                                           |                                                               |   |                   |                                                                     |                                                                     |                                                                     |  |
|  |                                                               | volný los                                                     |                                                               |   |                   |                                                                     |                                                                     |                                                                     |  |
|  |                                                               | A                                                             | Bosna a Hercegovina                                           | 2 |                   |                                                                     |                                                                     |                                                                     |  |
|  |                                                               |                                                               |                                                               | 2 |                   |                                                                     |                                                                     |                                                                     |  |
|  |                                                               | C                                                             | Maroko                                                        | 0 |                   |                                                                     |                                                                     |                                                                     |  |
|  | C                                                             | C                                                             | Maroko                                                        | 0 | Maroko            | 2                                                                   |                                                                     |                                                                     |  |
|  | C                                                             |                                                               |                                                               |   | Maroko            | 2                                                                   |                                                                     |                                                                     |  |
|  | B                                                             | Alžírsko                                                      | 0                                                             |   |                   |                                                                     |                                                                     |                                                                     |  |
|  | B                                                             | Alžírsko                                                      | 0                                                             |   |                   |                                                                     |                                                                     |                                                                     |  |
|  |                                                               |                                                               |                                                               |   |                   |                                                                     |                                                                     |                                                                     |  |
|  |                                                               |                                                               |                                                               |   |                   |                                                                     |                                                                     |                                                                     |  |
|  | A                                                             | Irsko                                                         | 1                                                             |   |                   |                                                                     |                                                                     |                                                                     |  |
|  | A                                                             | Irsko                                                         | 1                                                             |   |                   |                                                                     |                                                                     |                                                                     |  |
|  | B                                                             | Portugalsko                                                   | 2                                                             |   |                   |                                                                     |                                                                     |                                                                     |  |
|  | B                                                             | Portugalsko                                                   | 2                                                             |   | B                 | Portugalsko                                                         | 2                                                                   |                                                                     |  |
|  |                                                               |                                                               |                                                               |   | B                 | Portugalsko                                                         | 2                                                                   |                                                                     |  |
|  |                                                               | C                                                             | Severní Makedonie                                             | 1 |                   |                                                                     |                                                                     |                                                                     |  |
|  | C                                                             | C                                                             | Severní Makedonie                                             | 1 | Severní Makedonie | 2                                                                   |                                                                     |                                                                     |  |
|  | C                                                             |                                                               |                                                               |   | Severní Makedonie | 2                                                                   |                                                                     |                                                                     |  |
|  | D                                                             | Kosovo                                                        | 0                                                             |   |                   |                                                                     |                                                                     |                                                                     |  |

##### Semifinále: Maroko vs. Alžírsko
| | Maroko | 2 :                                                                 | 0   | Alžírsko |    |            |
| --- | ------ | ------------------------------------------------------------------- | --- | -------- | -- | ---------- |
| Bellevue Tennis Club, Ulcinj, Černá Hora 10. června 2022 antuka |        |                                                                     |     |          |    |            |
| \| \| \| \| 1. \| 2. \| 3. \| \| \| -- \| \| ------------------------------------------------------------------- \| --- \| --- \| -- \| ---------- \| \| 1. \| \| Yasmine Kabbajová Inès Bekrarová \| 6 1 \| 6 3 \| \| \| \| 2. \| \| Aya El Aouniová Inès Ibbouová \| 4 5 \| \| \| skreč \| \| 3. \| \| Rania Azzizová / Yasmine Kabbajová Amira Benaïssová / Inès Ibbouová \| \| \| \| nehrálo se \| \| \| \| \| \| \| \| \| \| \| \| \| \| \| \| \| \| \| \| \| \| \| \| \| \| \| \| \| \| \| \| \| \| \| \| \| \| \| \| \| |        |                                                                     |     |          |    |            |
| |        |                                                                     | 1.  | 2.       | 3. |            |
| 1. |        | Yasmine Kabbajová Inès Bekrarová                                    | 6 1 | 6 3      |    |            |
| 2. |        | Aya El Aouniová Inès Ibbouová                                       | 4 5 |          |    | skreč      |
| 3. |        | Rania Azzizová / Yasmine Kabbajová Amira Benaïssová / Inès Ibbouová |     |          |    | nehrálo se |
| |        |                                                                     |     |          |    |            |
| |        |                                                                     |     |          |    |            |
| |        |                                                                     |     |          |    |            |
| |        |                                                                     |     |          |    |            |
| |        |                                                                     |     |          |    |            |

##### Semifinále: Irsko vs. Portugalsko
| | Irsko | 1 :                                                                          | 2   | Portugalsko |      |  |
| --- | ----- | ---------------------------------------------------------------------------- | --- | ----------- | ---- |  |
| Tennis Club Jub, Skopje, Severní Makedonie 8. července 2022 antuka |       |                                                                              |     |             |      |  |
| \| \| \| \| 1. \| 2. \| 3. \| \| \| -- \| \| ---------------------------------------------------------------------------- \| --- \| --- \| ---- \| \| \| 1. \| \| Carragh Courtneyová Matilde Jorgeová \| 6 3 \| 4 6 \| 7 62 \| \| \| 2. \| \| Celine Simunyuová Francisca Jorgeová \| 1 6 \| 0 6 \| \| \| \| 3. \| \| Kate Gardinerová / Shauna Heffernanová Francisca Jorgeová / Matilde Jorgeová \| 0 6 \| 0 6 \| \| \| \| \| \| \| \| \| \| \| \| \| \| \| \| \| \| \| \| \| \| \| \| \| \| \| \| \| \| \| \| \| \| \| \| \| \| \| \| \| \| \| |       |                                                                              |     |             |      |  |
| |       |                                                                              | 1.  | 2.          | 3.   |  |
| 1. |       | Carragh Courtneyová Matilde Jorgeová                                         | 6 3 | 4 6         | 7 62 |  |
| 2. |       | Celine Simunyuová Francisca Jorgeová                                         | 1 6 | 0 6         |      |  |
| 3. |       | Kate Gardinerová / Shauna Heffernanová Francisca Jorgeová / Matilde Jorgeová | 0 6 | 0 6         |      |  |
| |       |                                                                              |     |             |      |  |
| |       |                                                                              |     |             |      |  |
| |       |                                                                              |     |             |      |  |
| |       |                                                                              |     |             |      |  |
| |       |                                                                              |     |             |      |  |

##### Semifinále: Severní Makedonie vs. Kosovo
| | Severní Makedonie | 2 :                                                                        | 0   | Kosovo |    |            |
| --- | ----------------- | -------------------------------------------------------------------------- | --- | ------ | -- | ---------- |
| Tennis Club Jub, Skopje, Severní Makedonie 8. července 2022 antuka |                   |                                                                            |     |        |    |            |
| \| \| \| \| 1. \| 2. \| 3. \| \| \| -- \| \| -------------------------------------------------------------------------- \| --- \| --- \| -- \| ---------- \| \| 1. \| \| Magdalena Stojlkovská Donika Bašotová \| 6 0 \| 6 1 \| \| \| \| 2. \| \| Lina Gjorčeská Adrijana Lekajová \| 6 2 \| 6 2 \| \| \| \| 3. \| \| Lina Gjorčeská / Magdalena Stojlkovská Donika Bašotová / Adrijana Lekajová \| \| \| \| nehrálo se \| \| \| \| \| \| \| \| \| \| \| \| \| \| \| \| \| \| \| \| \| \| \| \| \| \| \| \| \| \| \| \| \| \| \| \| \| \| \| \| \| |                   |                                                                            |     |        |    |            |
| |                   |                                                                            | 1.  | 2.     | 3. |            |
| 1. |                   | Magdalena Stojlkovská Donika Bašotová                                      | 6 0 | 6 1    |    |            |
| 2. |                   | Lina Gjorčeská Adrijana Lekajová                                           | 6 2 | 6 2    |    |            |
| 3. |                   | Lina Gjorčeská / Magdalena Stojlkovská Donika Bašotová / Adrijana Lekajová |     |        |    | nehrálo se |
| |                   |                                                                            |     |        |    |            |
| |                   |                                                                            |     |        |    |            |
| |                   |                                                                            |     |        |    |            |
| |                   |                                                                            |     |        |    |            |
| |                   |                                                                            |     |        |    |            |

##### Zápas o postup: Bosna a Hercegovina vs. Maroko
| | Bosna a Hercegovina | 2 :                                                                            | 0   | Maroko |    |            |
| --- | ------------------- | ------------------------------------------------------------------------------ | --- | ------ | -- | ---------- |
| Bellevue Tennis Club, Ulcinj, Černá Hora 11. června 2022 antuka |                     |                                                                                |     |        |    |            |
| \| \| \| \| 1. \| 2. \| 3. \| \| \| -- \| \| ------------------------------------------------------------------------------ \| --- \| --- \| -- \| ---------- \| \| 1. \| \| Nefisa Berberovićová Yasmine Kabbajová \| 6 1 \| 7 5 \| \| \| \| 2. \| \| Dea Herdželašová Aya El Aouniová \| 6 2 \| 6 4 \| \| \| \| 3. \| \| Anastasija Ignjatićová / Suana Tucakovićová Rania Azzizová / Yasmine Kabbajová \| \| \| \| nehrálo se \| \| \| \| \| \| \| \| \| \| \| \| \| \| \| \| \| \| \| \| \| \| \| \| \| \| \| \| \| \| \| \| \| \| \| \| \| \| \| \| \| |                     |                                                                                |     |        |    |            |
| |                     |                                                                                | 1.  | 2.     | 3. |            |
| 1. |                     | Nefisa Berberovićová Yasmine Kabbajová                                         | 6 1 | 7 5    |    |            |
| 2. |                     | Dea Herdželašová Aya El Aouniová                                               | 6 2 | 6 4    |    |            |
| 3. |                     | Anastasija Ignjatićová / Suana Tucakovićová Rania Azzizová / Yasmine Kabbajová |     |        |    | nehrálo se |
| |                     |                                                                                |     |        |    |            |
| |                     |                                                                                |     |        |    |            |
| |                     |                                                                                |     |        |    |            |
| |                     |                                                                                |     |        |    |            |
| |                     |                                                                                |     |        |    |            |

##### Zápas o postup: Portugalsko vs. Severní Makedonie
| | Portugalsko | 2 :                                                                          | 1    | Severní Makedonie |     |  |
| --- | ----------- | ---------------------------------------------------------------------------- | ---- | ----------------- | --- |  |
| Tennis Club Jub, Skopje, Severní Makedonie 10. července 2022 antuka |             |                                                                              |      |                   |     |  |
| \| \| \| \| 1. \| 2. \| 3. \| \| \| -- \| \| ---------------------------------------------------------------------------- \| ---- \| --- \| --- \| \| \| 1. \| \| Matilde Jorgeová Magdalena Stojlkovská \| 7 64 \| 6 3 \| \| \| \| 2. \| \| Francisca Jorgeová Lina Gjorčeská \| 1 6 \| 1 6 \| \| \| \| 3. \| \| Francisca Jorgeová / Matilde Jorgeová Lina Gjorčeská / Magdalena Stojlkovská \| 6 4 \| 4 6 \| 6 4 \| \| \| \| \| \| \| \| \| \| \| \| \| \| \| \| \| \| \| \| \| \| \| \| \| \| \| \| \| \| \| \| \| \| \| \| \| \| \| \| \| \| |             |                                                                              |      |                   |     |  |
| |             |                                                                              | 1.   | 2.                | 3.  |  |
| 1. |             | Matilde Jorgeová Magdalena Stojlkovská                                       | 7 64 | 6 3               |     |  |
| 2. |             | Francisca Jorgeová Lina Gjorčeská                                            | 1 6  | 1 6               |     |  |
| 3. |             | Francisca Jorgeová / Matilde Jorgeová Lina Gjorčeská / Magdalena Stojlkovská | 6 4  | 4 6               | 6 4 |  |
| |             |                                                                              |      |                   |     |  |
| |             |                                                                              |      |                   |     |  |
| |             |                                                                              |      |                   |     |  |
| |             |                                                                              |      |                   |     |  |
| |             |                                                                              |      |                   |     |  |

#### Zápas o 3. místo (Skopje)
|  | Zápas o 3. místo 9. července 2022 (Skopje) |        |         |
|  |                                            |        |         |
|  | A                                          | Irsko  | nehráno |
|  | D                                          | Kosovo | nehráno |

#### Zápasy o 4.–6. místo (Ulcinj) a 5.–8. místo (Skopje)
|  | Zápasy o 4.–6. místo (Ulcinj) Zápasy o 5.–8. místo (Skopje) 10. června 2022 (Ulcinj) 8. července 2022 (Skopje) | Zápasy o 4.–6. místo (Ulcinj) Zápasy o 5.–8. místo (Skopje) 10. června 2022 (Ulcinj) 8. července 2022 (Skopje) | Zápasy o 4.–6. místo (Ulcinj) Zápasy o 5.–8. místo (Skopje) 10. června 2022 (Ulcinj) 8. července 2022 (Skopje) |         |           | Zápas o 4. místo (Ulcinj) Zápas o 5. místo (Skopje) 11. června 2022 (Ulcinj) 9. července 2022 (Skopje) | Zápas o 4. místo (Ulcinj) Zápas o 5. místo (Skopje) 11. června 2022 (Ulcinj) 9. července 2022 (Skopje) | Zápas o 4. místo (Ulcinj) Zápas o 5. místo (Skopje) 11. června 2022 (Ulcinj) 9. července 2022 (Skopje) |  |
|  | | | |         |           | | | |  |
|  | | | |         |           | | | |  |
|  | A | Černá Hora | |         |           | | | |  |
|  | A | Černá Hora | |         |           | | | |  |
|  | | volný los | |         |           | | | |  |
|  | | A | Černá Hora | 1       |           | | | |  |
|  | | | | 1       |           | | | |  |
|  | | C | Moldavsko | 2       |           | | | |  |
|  | C | C | Moldavsko | 2       | Moldavsko | 2 | | |  |
|  | C | | |         | Moldavsko | 2 | | |  |
|  | B | Kypr | 1 |         |           | | | |  |
|  | B | Kypr | 1 |         |           | | | |  |
|  | | | |         |           | | | |  |
|  | | | |         |           | | | |  |
|  | B | Malta | 3 |         |           | | | |  |
|  | B | Malta | 3 |         |           | | | |  |
|  | A | Island | 0 |         |           | | | |  |
|  | A | Island | 0 |         | B         | Malta                                                                                                  | nehráno                                                                                                | |  |
|  | | | |         | B         | Malta                                                                                                  | nehráno                                                                                                | |  |
|  | | C | Jižní Afrika                                                                                                   | nehráno |           | | | |  |
|  | D | C | Jižní Afrika                                                                                                   | nehráno | Albánie   | 0 | | |  |
|  | D | | |         | Albánie   | 0 | | |  |
|  | C | Jižní Afrika                                                                                                   | 2 |         |           | | | |  |

##### Semifinále: Moldavsko vs. Kypr
| | Moldavsko | 2 :                                                                                  | 1   | Kypr |    |  |
| --- | --------- | ------------------------------------------------------------------------------------ | --- | ---- | -- |  |
| Bellevue Tennis Club, Ulcinj, Černá Hora 10–11. června 2022 antuka |           |                                                                                      |     |      |    |  |
| \| \| \| \| 1. \| 2. \| 3. \| \| \| -- \| \| ------------------------------------------------------------------------------------ \| --- \| --- \| -- \| \| \| 1. \| \| Daniela Ciobanuová Anna Demirtziová \| 6 3 \| 6 2 \| \| \| \| 2. \| \| Arina Gamretkajová Klio Maria Ioannouová \| 1 6 \| 4 6 \| \| \| \| 3. \| \| Daniela Ciobanuová / Arina Gamretkajová Maria Constantinouová / Victoria Savvidesová \| 6 1 \| 6 1 \| \| \| \| \| \| \| \| \| \| \| \| \| \| \| \| \| \| \| \| \| \| \| \| \| \| \| \| \| \| \| \| \| \| \| \| \| \| \| \| \| \| \| |           |                                                                                      |     |      |    |  |
| |           |                                                                                      | 1.  | 2.   | 3. |  |
| 1. |           | Daniela Ciobanuová Anna Demirtziová                                                  | 6 3 | 6 2  |    |  |
| 2. |           | Arina Gamretkajová Klio Maria Ioannouová                                             | 1 6 | 4 6  |    |  |
| 3. |           | Daniela Ciobanuová / Arina Gamretkajová Maria Constantinouová / Victoria Savvidesová | 6 1 | 6 1  |    |  |
| |           |                                                                                      |     |      |    |  |
| |           |                                                                                      |     |      |    |  |
| |           |                                                                                      |     |      |    |  |
| |           |                                                                                      |     |      |    |  |
| |           |                                                                                      |     |      |    |  |

##### Semifinále: Malta vs. Island
| | Malta | 3 :                                                                               | 0   | Island |    |  |
| --- | ----- | --------------------------------------------------------------------------------- | --- | ------ | -- |  |
| Tennis Club Jub, Skopje, Severní Makedonie 8. července 2022 antuka |       |                                                                                   |     |        |    |  |
| \| \| \| \| 1. \| 2. \| 3. \| \| \| -- \| \| --------------------------------------------------------------------------------- \| --- \| --- \| -- \| \| \| 1. \| \| Elaine Genoveseová Hera Brynjarsdóttir \| 6 0 \| 6 0 \| \| \| \| 2. \| \| Helene Pellicanová Anna Soffia Grönholm \| 6 3 \| 6 1 \| \| \| \| 3. \| \| Francesca Curmiová / Emma Montebellová Hera Brynjarsdóttir / Anna Soffia Grönholm \| 6 0 \| 6 2 \| \| \| \| \| \| \| \| \| \| \| \| \| \| \| \| \| \| \| \| \| \| \| \| \| \| \| \| \| \| \| \| \| \| \| \| \| \| \| \| \| \| \| |       |                                                                                   |     |        |    |  |
| |       |                                                                                   | 1.  | 2.     | 3. |  |
| 1. |       | Elaine Genoveseová Hera Brynjarsdóttir                                            | 6 0 | 6 0    |    |  |
| 2. |       | Helene Pellicanová Anna Soffia Grönholm                                           | 6 3 | 6 1    |    |  |
| 3. |       | Francesca Curmiová / Emma Montebellová Hera Brynjarsdóttir / Anna Soffia Grönholm | 6 0 | 6 2    |    |  |
| |       |                                                                                   |     |        |    |  |
| |       |                                                                                   |     |        |    |  |
| |       |                                                                                   |     |        |    |  |
| |       |                                                                                   |     |        |    |  |
| |       |                                                                                   |     |        |    |  |

##### Semifinále: Albánie vs. Jihoafrická republika
| | Albánie | 0 :                                                                              | 2   | Jihoafrická republika |    |            |
| --- | ------- | -------------------------------------------------------------------------------- | --- | --------------------- | -- | ---------- |
| Tennis Club Jub, Skopje, Severní Makedonie 8. července 2022 antuka |         |                                                                                  |     |                       |    |            |
| \| \| \| \| 1. \| 2. \| 3. \| \| \| -- \| \| -------------------------------------------------------------------------------- \| --- \| --- \| -- \| ---------- \| \| 1. \| \| Kristal Duleová Heike Janseová van Vuurenová \| 0 6 \| 0 6 \| \| \| \| 2. \| \| Gresi Bajriová Chanel Simmondsová \| 1 6 \| 2 6 \| \| \| \| 3. \| \| Gresi Bajriová / Kristal Duleová Ilze Hattinghová / Heike Janseová van Vuurenová \| \| \| \| nehrálo se \| \| \| \| \| \| \| \| \| \| \| \| \| \| \| \| \| \| \| \| \| \| \| \| \| \| \| \| \| \| \| \| \| \| \| \| \| \| \| \| \| |         |                                                                                  |     |                       |    |            |
| |         |                                                                                  | 1.  | 2.                    | 3. |            |
| 1. |         | Kristal Duleová Heike Janseová van Vuurenová                                     | 0 6 | 0 6                   |    |            |
| 2. |         | Gresi Bajriová Chanel Simmondsová                                                | 1 6 | 2 6                   |    |            |
| 3. |         | Gresi Bajriová / Kristal Duleová Ilze Hattinghová / Heike Janseová van Vuurenová |     |                       |    | nehrálo se |
| |         |                                                                                  |     |                       |    |            |
| |         |                                                                                  |     |                       |    |            |
| |         |                                                                                  |     |                       |    |            |
| |         |                                                                                  |     |                       |    |            |
| |         |                                                                                  |     |                       |    |            |

##### Zápas o 4. místo: Černá Hora vs. Moldavsko
| | Černá Hora | 1 :                                                                        | 2   | Moldavsko |     |       |
| --- | ---------- | -------------------------------------------------------------------------- | --- | --------- | --- | ----- |
| Bellevue Tennis Club, Ulcinj, Černá Hora 11. června 2022 antuka |            |                                                                            |     |           |     |       |
| \| \| \| \| 1. \| 2. \| 3. \| \| \| -- \| \| -------------------------------------------------------------------------- \| --- \| ---- \| --- \| ----- \| \| 1. \| \| Petra Mirkovićová Arina Gamretkajová \| 3 6 \| 2 6 \| \| \| \| 2. \| \| Iva Lakićová Renata Farimová \| 4 2 \| \| \| skreč \| \| 3. \| \| Iva Lakićová / Petra Mirkovićová Arina Gamretkajová / Jekatěrina Višněvská \| 6 4 \| 63 7 \| 2 6 \| \| \| \| \| \| \| \| \| \| \| \| \| \| \| \| \| \| \| \| \| \| \| \| \| \| \| \| \| \| \| \| \| \| \| \| \| \| \| \| \| \| |            |                                                                            |     |           |     |       |
| |            |                                                                            | 1.  | 2.        | 3.  |       |
| 1. |            | Petra Mirkovićová Arina Gamretkajová                                       | 3 6 | 2 6       |     |       |
| 2. |            | Iva Lakićová Renata Farimová                                               | 4 2 |           |     | skreč |
| 3. |            | Iva Lakićová / Petra Mirkovićová Arina Gamretkajová / Jekatěrina Višněvská | 6 4 | 63 7      | 2 6 |       |
| |            |                                                                            |     |           |     |       |
| |            |                                                                            |     |           |     |       |
| |            |                                                                            |     |           |     |       |
| |            |                                                                            |     |           |     |       |
| |            |                                                                            |     |           |     |       |

#### Zápas o 7. místo (Skopje)
|  | Zápas o 7. místo 9. července 2022 (Skopje) |         |         |
|  |                                            |         |         |
|  | A                                          | Island  | nehráno |
|  | D                                          | Albánie | nehráno |

#### Zápasy o 7.–8. místo (Ulcinj) a 9.–12. místo (Skopje)
|  | Zápasy o 7.–8. místo (Ulcinj) Zápasy o 9.–12. místo (Skopje) 10. června 2022 (Ulcinj) 8. července 2022 (Skopje) | Zápasy o 7.–8. místo (Ulcinj) Zápasy o 9.–12. místo (Skopje) 10. června 2022 (Ulcinj) 8. července 2022 (Skopje) | Zápasy o 7.–8. místo (Ulcinj) Zápasy o 9.–12. místo (Skopje) 10. června 2022 (Ulcinj) 8. července 2022 (Skopje) |         |         | Zápas o 7. místo (Ulcinj) Zápas o 9. místo (Skopje) 11. června 2022 (Ulcinj) 9. července 2022 (Skopje) | Zápas o 7. místo (Ulcinj) Zápas o 9. místo (Skopje) 11. června 2022 (Ulcinj) 9. července 2022 (Skopje) | Zápas o 7. místo (Ulcinj) Zápas o 9. místo (Skopje) 11. června 2022 (Ulcinj) 9. července 2022 (Skopje) |  |
|  | | | |         |         | | | |  |
|  | | | |         |         | | | |  |
|  | C | Arménie | |         |         | | | |  |
|  | C | Arménie | |         |         | | | |  |
|  | | volný los | |         |         | | | |  |
|  | | C | Arménie | 2       |         | | | |  |
|  | | | | 2       |         | | | |  |
|  | | B | Ghana | 1       |         | | | |  |
|  | B | B | Ghana | 1       | Ghana   | 2 | | |  |
|  | B | | |         | Ghana   | 2 | | |  |
|  | A | Nigérie | 1 |         |         | | | |  |
|  | A | Nigérie | 1 |         |         | | | |  |
|  | | | |         |         | | | |  |
|  | | | |         |         | | | |  |
|  | D | Keňa | 0 |         |         | | | |  |
|  | D | Keňa | 0 |         |         | | | |  |
|  | C | Botswana | 2 |         |         | | | |  |
|  | C | Botswana | 2 |         | C       | Botswana                                                                                               | nehráno                                                                                                | |  |
|  | | | |         | C       | Botswana                                                                                               | nehráno                                                                                                | |  |
|  | | B | Burundi | nehráno |         | | | |  |
|  | B | B | Burundi | nehráno | Burundi | 2 | | |  |
|  | B | | |         | Burundi | 2 | | |  |
|  | A | Seychely | 0 |         |         | | | |  |

##### Semifinále: Ghana vs. Nigérie
| | Ghana | 2 :                                                                                              | 1   | Nigérie |     |  |
| --- | ----- | ------------------------------------------------------------------------------------------------ | --- | ------- | --- |  |
| Bellevue Tennis Club, Ulcinj, Černá Hora 10. června 2022 antuka |       |                                                                                                  |     |         |     |  |
| \| \| \| \| 1. \| 2. \| 3. \| \| \| -- \| \| ------------------------------------------------------------------------------------------------ \| --- \| --- \| --- \| \| \| 1. \| \| Elizabeth Kapariová Bagerbasehová Ofure Osabuohienová \| 6 0 \| 6 0 \| \| \| \| 2. \| \| Ruth Crawfordová Adesuwa Osabuohienová \| 1 6 \| 3 6 \| \| \| \| 3. \| \| Elizabeth Kapariová Bagerbasehová / Ruth Crawfordová Adetayo Adetunjiová / Adesuwa Osabuohienová \| 6 3 \| 2 6 \| 6 4 \| \| \| \| \| \| \| \| \| \| \| \| \| \| \| \| \| \| \| \| \| \| \| \| \| \| \| \| \| \| \| \| \| \| \| \| \| \| \| \| \| \| |       |                                                                                                  |     |         |     |  |
| |       |                                                                                                  | 1.  | 2.      | 3.  |  |
| 1. |       | Elizabeth Kapariová Bagerbasehová Ofure Osabuohienová                                            | 6 0 | 6 0     |     |  |
| 2. |       | Ruth Crawfordová Adesuwa Osabuohienová                                                           | 1 6 | 3 6     |     |  |
| 3. |       | Elizabeth Kapariová Bagerbasehová / Ruth Crawfordová Adetayo Adetunjiová / Adesuwa Osabuohienová | 6 3 | 2 6     | 6 4 |  |
| |       |                                                                                                  |     |         |     |  |
| |       |                                                                                                  |     |         |     |  |
| |       |                                                                                                  |     |         |     |  |
| |       |                                                                                                  |     |         |     |  |
| |       |                                                                                                  |     |         |     |  |

##### Semifinále: Keňa vs. Botswana
| | Keňa | 0 :                                                                      | 2   | Botswana |    |            |
| --- | ---- | ------------------------------------------------------------------------ | --- | -------- | -- | ---------- |
| Tennis Club Jub, Skopje, Severní Makedonie 8. července 2022 antuka |      |                                                                          |     |          |    |            |
| \| \| \| \| 1. \| 2. \| 3. \| \| \| -- \| \| ------------------------------------------------------------------------ \| --- \| --- \| -- \| ---------- \| \| 1. \| \| Roselida Asumwová Chelsea Chakanyuková \| 0 6 \| 3 6 \| \| \| \| 2. \| \| Alicia Owegiová Ekua Youriová \| 1 6 \| 2 6 \| \| \| \| 3. \| \| Alicia Owegiová / Cynthia Wanjalová Chelsea Chakanyuková / Ekua Youriová \| \| \| \| nehrálo se \| \| \| \| \| \| \| \| \| \| \| \| \| \| \| \| \| \| \| \| \| \| \| \| \| \| \| \| \| \| \| \| \| \| \| \| \| \| \| \| \| |      |                                                                          |     |          |    |            |
| |      |                                                                          | 1.  | 2.       | 3. |            |
| 1. |      | Roselida Asumwová Chelsea Chakanyuková                                   | 0 6 | 3 6      |    |            |
| 2. |      | Alicia Owegiová Ekua Youriová                                            | 1 6 | 2 6      |    |            |
| 3. |      | Alicia Owegiová / Cynthia Wanjalová Chelsea Chakanyuková / Ekua Youriová |     |          |    | nehrálo se |
| |      |                                                                          |     |          |    |            |
| |      |                                                                          |     |          |    |            |
| |      |                                                                          |     |          |    |            |
| |      |                                                                          |     |          |    |            |
| |      |                                                                          |     |          |    |            |

##### Semifinále: Burundi vs. Seychely
| | Burundi | 2 :                                                                      | 0   | Seychely |    |            |
| --- | ------- | ------------------------------------------------------------------------ | --- | -------- | -- | ---------- |
| Tennis Club Jub, Skopje, Severní Makedonie 8. července 2022 antuka |         |                                                                          |     |          |    |            |
| \| \| \| \| 1. \| 2. \| 3. \| \| \| -- \| \| ------------------------------------------------------------------------ \| --- \| --- \| -- \| ---------- \| \| 1. \| \| Laura Syoriová Fatime Kantéová \| 6 1 \| 6 0 \| \| \| \| 2. \| \| Sada Nahimanová Marie-May Isnardová \| 6 0 \| 6 0 \| \| \| \| 3. \| \| Sada Nahimanová / Laura Syoriová Cylvie Delpechová / Marie-May Isnardová \| \| \| \| nehrálo se \| \| \| \| \| \| \| \| \| \| \| \| \| \| \| \| \| \| \| \| \| \| \| \| \| \| \| \| \| \| \| \| \| \| \| \| \| \| \| \| \| |         |                                                                          |     |          |    |            |
| |         |                                                                          | 1.  | 2.       | 3. |            |
| 1. |         | Laura Syoriová Fatime Kantéová                                           | 6 1 | 6 0      |    |            |
| 2. |         | Sada Nahimanová Marie-May Isnardová                                      | 6 0 | 6 0      |    |            |
| 3. |         | Sada Nahimanová / Laura Syoriová Cylvie Delpechová / Marie-May Isnardová |     |          |    | nehrálo se |
| |         |                                                                          |     |          |    |            |
| |         |                                                                          |     |          |    |            |
| |         |                                                                          |     |          |    |            |
| |         |                                                                          |     |          |    |            |
| |         |                                                                          |     |          |    |            |

##### Zápas o 7. místo: Arménie vs. Ghana
| | Arménie | 2 :                                                                               | 1    | Ghana |    |  |
| --- | ------- | --------------------------------------------------------------------------------- | ---- | ----- | -- |  |
| Bellevue Tennis Club, Ulcinj, Černá Hora 11. června 2022 antuka |         |                                                                                   |      |       |    |  |
| \| \| \| \| 1. \| 2. \| 3. \| \| \| -- \| \| --------------------------------------------------------------------------------- \| ---- \| --- \| -- \| \| \| 1. \| \| Arevik Tumanjanová Elizabeth Kapariová Bagerbasehová \| 61 7 \| 4 6 \| \| \| \| 2. \| \| Ani Amiražjanová Ruth Crawfordová \| 6 3 \| 6 2 \| \| \| \| 3. \| \| Gabriella Akopjanová / Ani Amiražjanová Ruth Crawfordová / Naa Anyema McKorleyová \| 6 2 \| 6 2 \| \| \| \| \| \| \| \| \| \| \| \| \| \| \| \| \| \| \| \| \| \| \| \| \| \| \| \| \| \| \| \| \| \| \| \| \| \| \| \| \| \| \| |         |                                                                                   |      |       |    |  |
| |         |                                                                                   | 1.   | 2.    | 3. |  |
| 1. |         | Arevik Tumanjanová Elizabeth Kapariová Bagerbasehová                              | 61 7 | 4 6   |    |  |
| 2. |         | Ani Amiražjanová Ruth Crawfordová                                                 | 6 3  | 6 2   |    |  |
| 3. |         | Gabriella Akopjanová / Ani Amiražjanová Ruth Crawfordová / Naa Anyema McKorleyová | 6 2  | 6 2   |    |  |
| |         |                                                                                   |      |       |    |  |
| |         |                                                                                   |      |       |    |  |
| |         |                                                                                   |      |       |    |  |
| |         |                                                                                   |      |       |    |  |
| |         |                                                                                   |      |       |    |  |

#### Zápas o 11. místo (Skopje)
|  | Zápas o 11. místo 9. července 2022 (Skopje) |          |         |
|  |                                             |          |         |
|  | D                                           | Keňa     | nehráno |
|  | A                                           | Seychely | nehráno |

#### Zápas o 10. místo (Ulcinj)
|  | Zápas o 10. místo 10. června 2022 (Ulcinj) |             |   |
|  |                                            |             |   |
|  | B                                          | Ázerbájdžán | 0 |
|  | C                                          | Mauricius   | 2 |

| | Ázerbájdžán | 0 :                                                                                   | 2   | Mauricius |    |            |
| --- | ----------- | ------------------------------------------------------------------------------------- | --- | --------- | -- | ---------- |
| Bellevue Tennis Club, Ulcinj, Černá Hora 10. června 2022 antuka |             |                                                                                       |     |           |    |            |
| \| \| \| \| 1. \| 2. \| 3. \| \| \| -- \| \| ------------------------------------------------------------------------------------- \| --- \| --- \| -- \| ---------- \| \| 1. \| \| Lala Jejvazovová Zara Lennonová \| 0 6 \| 0 6 \| \| \| \| 2. \| \| Ajdan Ibrahimovová Tippi Dalle-Graveová \| 2 6 \| 0 6 \| \| \| \| 3. \| \| Lala Jejvazovová / Ajdan Ibrahimovová Tippi Dalle-Graveová / Shannon Wong Hon Chanová \| \| \| \| nehrálo se \| \| \| \| \| \| \| \| \| \| \| \| \| \| \| \| \| \| \| \| \| \| \| \| \| \| \| \| \| \| \| \| \| \| \| \| \| \| \| \| \| |             |                                                                                       |     |           |    |            |
| |             |                                                                                       | 1.  | 2.        | 3. |            |
| 1. |             | Lala Jejvazovová Zara Lennonová                                                       | 0 6 | 0 6       |    |            |
| 2. |             | Ajdan Ibrahimovová Tippi Dalle-Graveová                                               | 2 6 | 0 6       |    |            |
| 3. |             | Lala Jejvazovová / Ajdan Ibrahimovová Tippi Dalle-Graveová / Shannon Wong Hon Chanová |     |           |    | nehrálo se |
| |             |                                                                                       |     |           |    |            |
| |             |                                                                                       |     |           |    |            |
| |             |                                                                                       |     |           |    |            |
| |             |                                                                                       |     |           |    |            |
| |             |                                                                                       |     |           |    |            |

#### Zápas o 13. místo (Skopje)
|  | Zápas o 13. místo 8. července 2022 (Skopje) |         |     |
|  |                                             |         |     |
|  | C                                           | Uganda  | w/o |
|  | D                                           | Namibie |     |

### Konečné pořadí
| Umístění        | Tým                 | Tým               | Tým               |
| Postup/1. místo | Bosna a Hercegovina | Portugalsko       | Portugalsko       |
| 2. místo        | Maroko              | Severní Makedonie | Severní Makedonie |
| 3. místo        | Alžírsko            | Irsko             | Kosovo            |
| 4. místo        | Moldavsko           | Moldavsko         | Moldavsko         |
| 5. místo        | Černá Hora          | Malta             | Jižní Afrika      |
| 6. místo        | Kypr                | Kypr              | Kypr              |
| 7. místo        | Arménie             | Island            | Albánie           |
| 8. místo        | Ghana               | Ghana             | Ghana             |
| 9. místo        | Nigérie             | Botswana          | Burundi           |
| 10. místo       | Mauricius           | Mauricius         | Mauricius         |
| 11. místo       | Ázerbájdžán         | Keňa              | Seychely          |
| 13. místo       | Uganda              | Uganda            | Uganda            |
| 14. místo       | Namibie             | Namibie           | Namibie           |

Výsledek
- Bosna a Hercegovina a Portugalsko postoupily do 2. skupiny zóny Evropy a Afriky pro rok 2023.